# Château de Beaumont (Saint-Yrieix-les-Bois)
Pour les articles homonymes, voir Château de Beaumont.
Le château de Beaumont est situé au lieu-dit Beaumont, sur la commune de Saint-Yrieix-les-Bois, dans le département de la Creuse, région Nouvelle-Aquitaine, en France.